# هوارد رايلي
هوارد رايلي (بالإنجليزية: Howard Riley)‏ (18 أغسطس 1938 في المملكة المتحدة - ) هو لاعب كرة قدم بريطاني في مركز الوسط. لعب مع ليستر سيتي ونادي والسول ونادي بارو وأتلانتا تشيفز.

## وصلات خارجية
- هوارد رايلي على موقع قاعدة بيانات كرة القدم.إي يو (الإنجليزية)
- هوارد رايلي على موقع عالم كرة القدم.نت (الإنجليزية)